# Rudolf Wilczek (Fußballspieler)
Rudolf Wilczek auch Rudolf Wilschek (* 2. Februar 1911; † unbekannt) war ein deutscher Fußballspieler.

## Karriere

### Vorwärts-Rasensport Gleiwitz
Wilczek gehörte in den 1930er Jahren Vorwärts-Rasensport Gleiwitz als Stürmer an. 1933 nahm er mit dem Verein an der Endrunde um die Deutsche Meisterschaft teil und verlor bereits die Auftaktveranstaltung am 7. Mai 1933 im Düsseldorfer Rheinstadion gegen Fortuna Düsseldorf mit 0:9. 
In den folgenden Jahren gewann er mit seiner Mannschaft viermal die Gaumeisterschaft der Gauliga Schlesien und nahm entsprechend auch an den sich anschließenden Endrunden um die Deutsche Meisterschaft teil. In insgesamt 15 Endrundenspielen erzielte er ein Tor. Am weitesten gelangte er mit seiner Mannschaft im Jahr 1936, in dem das Spiel um Platz 3 gegen den FC Schalke 04 im Berliner Poststadion mit 1:8 verloren wurde. Im Wettbewerb um den  Tschammerpokal, bei dem seine Mannschaft 1935, 1936 und 1938 vertreten war, erzielte er insgesamt drei Tore in sieben Spielen.

### STC Hirschberg
In der Saison 1943/43 spielte er für den STC Hirschberg in der Gauliga Niederschlesien; zusammen mit der Gauliga Oberschlesien als Nachfolgerin der Gauliga Schlesien 1941 eingeführt. Als Sieger aus der Staffel Liegnitz hervorgegangen, konnte der WSV Liegnitz, Sieger der Staffel Liegnitz, erst im dritten Spiel um den Gruppensieg Görlitz/Liegnitz mit 3:1 bezwungen werden. In der Finalgruppe setzte sich seine Mannschaft gegenüber der Breslauer SpVgg 02 und den DSVgg 1911 Schweidnitz durch. In der sich anschließenden Endrunde um die Deutsche Meisterschaft kam er am 16. April 1944 auf dem heimischen Sportplatz Feigenmund beim 7:0-Erstrundensieg über die SGDW Posen zum Einsatz, in dem er mit zwei Toren beitrug. Das am 7. Mai 1944 im Wiener Praterstadion gegen den First Vienna FC ausgetragene Achtelfinale wurde mit 0:5 verloren.

## Erfolge
Vorwärts-Rasensport Gleiwitz
- Gaumeister Schlesien 1935, 1936, 1938, 1939
- Zweiter Südostdeutsche Meisterschaft 1933
- Oberschlesischer Meister 1933

STC Hirschberg
- Gaumeister Niederschlesien 1944